# Cultures
Cultures (okcitán nyelven Cultura) község Franciaország déli részén, Lozère megyében. 2010-ben 133 lakosa volt.

## Fekvése
Cultures a Lot-folyó völgyében fekszik, 720 méteres (a községterület 650-1000 méteres) tengerszint feletti magasságban, Chanac-tól 6 km-re északkeletre, a Vielbougue-hágó (866 m) lábánál.
Nyugatról és délről Esclanèdes, északról és keletről pedig Barjac községekkel határos.
A Lot völgyében halad az N88-as (Mende-ot Le Monastier-vel összekötő) főút, melyről Barjac közelében ágazik el a Vielbougue-hágón át Marvejols (12 km) felé haladó N108-as út.

## Története
Cultures a történelmi Gévaudan tartomány Cénareti báróságához tartozott. 1424-ben egyházközségét V. Márton pápa a marvejolsi káptalannak adományozta. A 13. század végén feudális vára is volt, melyből azonban semmi sem maradt. A községben egy fűrészüzem működik.

### Demográfia
| Év   | Lakosság |
| ---- | -------- |
| 1793 | 212      |
| 1851 | 225      |
| 1876 | 203      |
| 1901 | 165      |
| 1936 | 116      |

| Év   | Lakosság |
| ---- | -------- |
| 1946 | 101      |
| 1954 | 92       |
| 1962 | 83       |
| 1968 | 69       |

| Év   | Lakosság |
| ---- | -------- |
| 1975 | 70       |
| 1982 | 79       |
| 1990 | 105      |
| 1999 | 107      |
| 2010 | 133      |

## Nevezetességei
- A Saint-Pierre templom a 13. században épült, 14-15. századi falfestményei vannak.[2] Harangjait 1807-ben öntötték.[3] Berendezése nagyrészt 19. századi.[4]
- 17-19. századi farmépületei közül a legrégebbi (Le Serre-ben) 1661-ben épült.[5]
- A temetőben álló vaskeresztet 1831-ben állították.[6]
- Útmenti mészkőkeresztek a 17. századból,[7] valamint 1873-ból.[8]

## Lásd még
- Lozère megye községei